# 健康全書

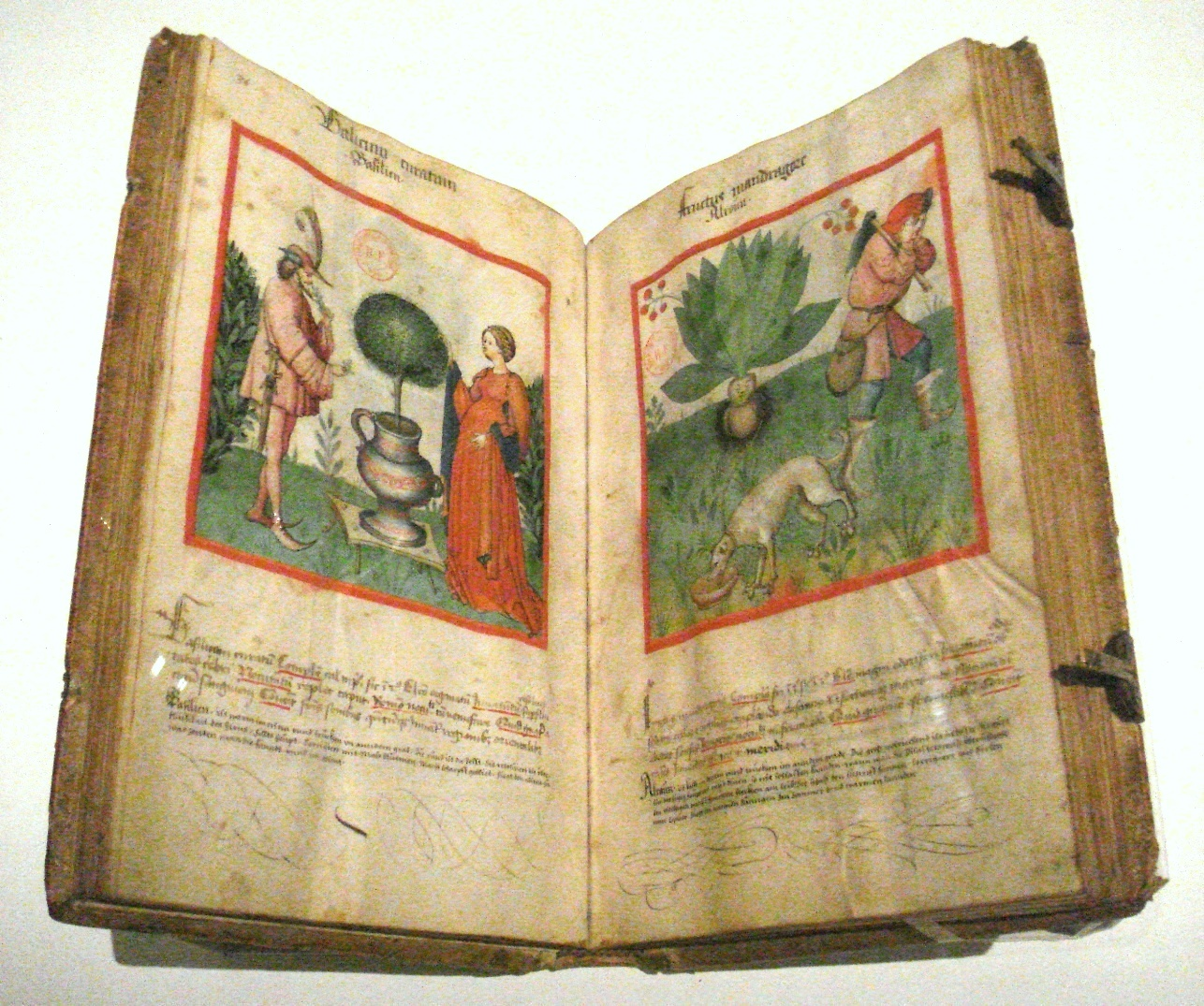
《健康全書》（15世紀後期寫本）

《健康全书》（拉丁語：Tacuinum sanitatis）是一部歐洲中世紀保健手冊，根據11世纪巴格达医生伊本·布特兰 (Ibn Buṭlān）的阿拉伯文著作《養生表》（羅馬化：Taqwīm al-Ṣiḥḥah）編寫而成。書籍以拉丁文寫成，自14世紀起配有插圖，插图位于页面上方，描绘有动物、植物、矿物、器具等，或为水彩画，或为手绘。